# Хінідин
Хініди́н — синтетичний антиаритмічний препарат, що є похідним 4-амінохіноліну, для перорального та парентерального застосування.

## Історія виникнення
Історія відкриття та застосування хінідину, та взагалі антиаритмічних препаратів розпочинається у 1749 році, коли встановлено, що ефективним при «постійному серцебитті» є алкалоїд хінного дерева хінін, який на той час уже застосовувався для лікування малярії. У 1912 році до відомого німецького кардіолога Карла Фрідріха Венкенбаха звернувся купець, який повідомив йому, що самостійно вилікував напад миготливої аритмії, прийнявши 1 грам хініну. Після кількарічних досліджень Венкенбах встановив, що більш ефективну протиаритмічну дію має правообертаючий ізомер хініну хінідин, який було впроваджено у клінічну практику за його рекомендацією у 1918 році.

## Фармакологічні властивості
Хінідин — синтетичний антиаритмічний препарат, що є похідним 4-амінохіноліну. Препарат відноситься до підгрупи IA антиаритмічних засобів. Механізм дії пов'язаний з блокуванням так званих «швидких натрієвих каналів» у мембранах кардіоміоцитів та сповільненням провідності, і, додатково, зниженням автоматизму клітин провідної системи серця. Хінідин пригнічує збудливість міокарду. Препарат знижує максимальну (у фазі 0) та діастолічну швидкість деполяризації, збільшує ефективний рефрактерний період та тривалість потенціалу дії, гальмує окисно-відновні процеси у кардіоміоцитах. Хінідин має антихолінергічну дію, яка виявляється у гальмуванні тонусу блукаючого нерва та блокаді передачі імпульсів до закінчень нервових волокон у кардіоміоцитах. Дія препарату полягає у незначному зменшенні частоти серцевих скорочень, сповільненням проведення імпульсу по атріовентрикулярному вузлі та незначному зменшенні збудливості міокарду. При застосуванні хінідину подовжується інтервал QT та комплекс QRS на ЕКГ.

### Фармакодинаміка
Хінідин добре всмоктується у тонкому кишечнику, біоступність при пероральному прийомі становить 70 %, при парентеральному застосуванні до 100 %. Препарат добре зв'язується з білками плазми крові. Максимальна концентрація хінідину в крові досягається протягом 1—2 годин. Препарат добре розподіляється у більшості тканин організму. Хінідин добре проникає через гематоенцефалічний бар'єр. Хінідин проникає через плацентарний бар'єр та виділяється в грудне молоко. Метаболізується препарат в печінці з утворенням як активних, так і неактивних метаболітів. Виводиться хінідин із організму переважно нирками у вигляді метаболітів. Період напіввиведення препарату становить 4—10 годин, при захворюваннях печінки цей час може збільшуватися.

## Показання до застосування
Хінідин застосовують при пароксизмах шлуночкових та надшлуночкових аритмій (у тому числі при синдромі WPW), при пароксизмальному атріовентрикулярному ритмі, при пароксизмах та постійній формі миготливої аритмії, фібриляції передсердь, шлуночковій та передсердній екстрасистолії. Також його застосовують при нечутливій до хлорохіну тропічній малярії.

## Побічна дія
При застосуванні хінідину можливі наступні побічні ефекти:
- Алергічні реакції — нечасто (1,5—3 %)[3] висип, свербіж шкіри, кропив'янка, гарячка, гіперемія шкіри, задишка або утруднення дихання, вовчакоподібний синдром.
- З боку травної системи — часто гіркий смак у роті, втрата апетиту, біль у животі, нудота, блювання, гепатит. Найпоширенішою побічною дією з боку травної системи є діарея, що виникає у 30—50 % хворих, що приймають хінідин. Діарея виникає частіше в перші дні застосування препарату, але може з'явитися і пізніше. Поява діареї веде до гіпокаліємії, що може привести до появи аритмій типа «пірует» або погіршення перебігу тієї аритмії, яку лікують.[4]
- З боку нервової системи — нечасто головний біль, запаморочення, сплутаність свідомості, шум у вухах, втрата слуху, порушення зору, міастенія.
- Зміни в лабораторних аналізах — рідко анемія, тромбоцитопенія, агранулоцитоз, панцитопенія.[2]

Найчастішими побічними ефектами хінідину є порушення з боку серцево-судинної системи. У хворих при прийомі хінідіну може спостерігатися проаритмогенний ефект. Цей ефект може спостерігатися навіть при терапевтичних або субтерапевтичних дозах препарату. При застосуванні хінідину частою побічною дією є непритомність. що може бути пов'язана з гіпотонією або шлуночковою тахіаритмією. Крім цього, побічними ефектами з боку серцево-судинної системи можуть бути подовження інтервалу QT та розширення комплексу QRS на ЕКГ, аритмії по типу «пірует», аритмії по типу torsade de pointes, фібриляція шлуночків, артеріальна тромбоемболія, синусова брадикардія, внутрішньошлуночкові блокади та асистолія (хінідинова інтоксикація) із порушенням дихання. Частота хінідинової інтоксикації становить 20—30 % випадків застосування препарату, а частота проаритмогенної дії по різних даних 1—10 % випадків застосування препарату. Частота раптової смерті при лікуванні високими дозами хінідину становить приблизно 0,5 %.>

## Протипоказання
Хінідин протипоказаний при підвищеній чутливості до препарату, повній AV-блокаді (крім хворих із встановленим штучним водієм ритму), блокади ніжок пучка Гіса, порушення внутрішньошлуночкової провідності, при появі аберрантних ритмів, при кардіогенному шоці, тромбоцитопенічній пурпурі, при інтоксикації серцевими глікозидами, гіпотонії. З обережністю препарат застосовують при вагітності, годуванні грудьми, аритміях типу по типу «пірует» та аритмії по типу torsade de pointes, при декомпенсованій серцевій недостатності, бронхіальній астмі, гіпертиреозі, глаукомі, порушеннях функції печінки та нирок. Не рекомендовано застосування з іншими антиаритмічними препаратами, цизапридом, еритроміцином у зв'язку із збільшенням проаритмогенного ефекту.

## Форми випуску
Хінідин випускається у вигляді таблеток по 0,1 та 0,2 г, таблеток подовженої дії по 0,25; 0,275 та 0,324 г; та ампул по 10 мл (80 мг) для парентерального застосування. Нині в Україні не зареєстрований.